# Peter Mokrosiński
Piotr „Peter“ Mokrosiński (* 2. Mai 1953 in Łódź, Polen) ist ein polnischer Kameramann, Filmregisseur und Drehbuchautor.

## Leben
Obwohl Peter Mokrosiński in Łódź geboren ist, wuchs er in Askim, in der Nähe von Oslo auf, wo seine Familie um seinen Großvater bereits einen Busbahnhof und ein Sägewerk besaßen. Mitte der 1950er-Jahre erwarb Mokrosińskis Vater ein Lebensmittelgeschäft. Nachdem das Geschäft etwa Mitte der 1970er durch die Konkurrenz zu größeren Supermärkten pleiteging, zog die Familie nach Sarpsborg, wo der Vater einen Job im Borgarsyssel Museum annahm. Während seiner Schulzeit war Mokrosiński sowohl in linksextremen Gruppierungen involviert als auch mit der Produktion von Dramen beschäftigt. Daher versuchte er sich ab 1979 am Gol’s County College als Dramaturg, bevor er für ein halbes Jahr nach Australien auswanderte, um den Werdegang zum Kameramann zu forcieren. Von dort aus ging es ab 1982 nach New York City, wo er am International Center of Photography studierte. Dies konnte er sich von seinen Ersparnissen leisten, die er während seiner zwei Jahre, die er als Postbote in Oslo arbeitete, ansammelte.
Nachdem er unter Filmschaffenden wie Robert Frank, Jack Sal und Eileen Berger sein Handwerk erlernte, veröffentlichte Mokrosiński 1983 mit Luciana’s morning seinen ersten Film. Mit dem Erbe seines verstorbenen Vaters realisierte er ein Jahr später den Kurzfilm Noras hemmlighet und ging zurück nach Norwegen, wo er Theaterwissenschaften studierte. Anschließend wollte er Filmwissenschaften an der New York University studieren, doch da seine Bewerbungsunterlagen aus Norwegen zu spät eintrafen, musste er sich umorientieren und wurde für den Studiengang Regie am Drama Institute in Stockholm angenommen, wo er ab Januar 1986 unter Dozenten wie Ingmar Bergman, Bo Widerberg und Mai Zetterling studierte. Bereits mit seinem Abschlussfilm Huset wurde er beim Internationalen Festival der Filmhochschulen in München mit dem Hauptpreis ausgezeichnet. Nahezu gleichzeitig erhielt er als erster Preisträger überhaupt den Guldbagge für die Beste Kamera für seine Arbeit in Friends.
Obwohl in Norwegen aufgewachsen und durch seine Studienzeit mit New York verbunden, blieb Mokrosiński, hauptsächlich als Kameramann, beim schwedischen Film und konnte für Filme wie Kommissar Beck: Der Mann auf dem Balkon, Straydogs, Leva livet und Verdammnis vier weitere Nominierungen der Guldbagge und für Evil seine zweite Auszeichnung für die beste Kamera erhalten.

## Filmografie (Auswahl)
| - 1983: Luciana’s morning - 1984: Noras hemmlighet - 1984: Sista leken - 1986: Im Namen des Gesetzes (I lagens namn) - 1988: Friends - 1988: Huset - 1989: Husbonden - 1993: Kommissar Beck: Der Mann auf dem Balkon (Mannen på balkongen) - 1996: Jetzt oder nie! (Sånt är livet) - 1999: Straydogs - 2001: Leva livet - 2003: Evil (Ondskan) | - 2004: Der Fluch von Hellestad (Strandvaskaren) - 2004: Zurück nach Dalarna (Masjävlar) - 2005–2006: Mankells Wallander (Fernsehserie, 11 Episoden) - 2008: Gud, lukt och henne - 2009: Verdammnis (Flickan som lekte med elden) - 2009: Vergebung (Luftslottet som sprängdes) - 2014: Glaspuppen (Glassdukkene) - 2015: Eine schöne Bescherung (En underbar jävla jul) - 2016: The Last King – Der Erbe des Königs (Birkebeinerne) - 2018: Halvdan, der Wikinger (Halvdan Viking) - 2019: Eine Hochzeit mit Folgen (Bröllop, begravning och dop, Fernsehserie) |

## Auszeichnungen
- Guldbagge
  - 1989: Beste Kamera – Friends
  - 1994: Beste Kamera – Kommissar Beck: Der Mann auf dem Balkon (nominiert)
  - 2000: Beste Kamera – Straydogs (nominiert)
  - 2002: Beste Kamera – Leva livet (nominiert)
  - 2003: Beste Kamera – Evil
  - 2010: Beste Kamera – Verdammnis (nominiert)